# Petrella Salto
Petrella Salto es una localidad italiana de la provincia de Rieti, región de Lacio, con 1.308 habitantes.

## Evolución demográfica
| Gráfica de evolución demográfica de Petrella Salto entre 1861 y 2001 |
|                                                                      |
| Fuente ISTAT - Elaboración gráfica por parte de Wikipedia            |